# Leve friheten
Leve friheten (engelska: Liberty) är en amerikansk komedifilm med Helan och Halvan från 1929 regisserad av Leo McCarey.

## Handling
Helan och Halvan har rymt från fängelset, och har fått på sig varandras byxor av misstag. De letar efter ett ställe att byta tillbaka till sina egna byxor, men så fort de försöker väcker de uppmärksamhet hos folk.
De hittar till slut ett ställe, som visar sig vara en hiss tillhörande en byggarbetsplats. Hissen för de båda upp på taket, och när de väl kommit upp vill de lika snabbt komma ner igen.

## Om filmen
Filmen är inspelad 1928 och består av överblivet material från deras tidigare film Helan och Halvan på vift från samma år, som klipptes om och lanserades som en ny film.

### Svensk distribution
Filmen hade svensk premiär den 23 augusti 1929 på biografen Metropol-Palais i Stockholm.
Vid senare visningar har filmen haft andra svenska titlar; Helan och Halvan på toppen, I det fria och Äntligen fria som användes vid en TV-sändning i TV1 julafton 1970.

## Rollista (i urval)
- Stan Laurel – Stan (Halvan)
- Oliver Hardy – Ollie (Helan)
- James Finlayson – skivförsäljare
- Jean Harlow – kvinna i bil
- Sam Lufkin – medbrottsling
- Jack Hill – polis
- Chet Brandenburg – chaufför
- Harry Bernard – arbetare[2]